# Ruisseau de Coudols
Le Coudols est une rivière du sud de la France, en région Occitanie, dans le département de l'Aveyron, et un affluent droit du Tarn, donc un sous-affluent de la Garonne.

## Géographie
De 17 km de longueur, il prend sa source, sur la commune de Castelnau-Pégayrols, à 1 015 m d'altitude, dans le massif du Lévézou, au col de la Vernhette près de Bouloc, un village du département de l'Aveyron, sur la commune de Salles-Curan. Il s'appelle dans cette partie haute le ruisseau des Prades.
Il coule globalement du nord-est vers le sud-ouest, et s'appelle aussi le ruisseau des Canabières en partie moyenne.
Il conflue en rive droite du Tarn sur la commune d'Ayssènes, à 289 m d'altitude.

### Communes et cantons traversés
Dans le seul département de l'Aveyron, le ruisseau de Coudols traverse les quatre communes suivantes, de l'amont vers l'aval, de Castelnau-Pégayrols (source), Salles-Curan, Viala-du-Tarn, Ayssènes (confluence avec le Tarn).
Soit en termes de cantons, le Ruisseau de Coudols, prend source dans le canton de Saint-Beauzély, traverse le canton de Salles-Curan, conflue dans le canton de Saint-Rome-de-Tarn, le tout dans l'arrondissement de Millau.

### Bassin versant
Le ruisseau de Coudols traverse une seule zone hydrographique 'Le Coudols' (O348), de 69 km2 de superficie. Ce bassin versant est constitué à 71,39 % de « territoires agricoles », à 27,35 % de « forêts et milieux semi-naturels », à 0,05 % de « surfaces en eau ».

## Affluents
Le Ruisseau de Coudols a sept tronçons affluents référencés :
- Le Salganset (rd), 2,7 km
- La Rocabuol (rg), 3,9 km, sur les deux communes de Salles-Curan (confluence) et Castelnau-Pégarols (source), avec un affluent
- Le Tourtourou (rg), 3,6 km, sur les deux communes de Salles-Curan (source) et Viala-du-Tarn (confluence) avec un affluent :
  - le ravin des Cazes (rg), 1,1 km sur la seule commune de Viala-du-Tarn.
- Les Vabrettes (rd), 7,5 km, sur les quatre communes de Salles-Curan (source), Villefranche-de-Panat, Viala-du-Tarn et Ayssènes (confluence) avec deux affluents :
  - le ruisseau d'Ourtiguet avec trois affluents :
- Le Vernobre (rd), 8,2 km sur les deux communes de Villefranche-de-Panat (source) et Ayssènes (confluence) avec quatre affluents dont :
  - le ruisseau de Couplaguet, 3,6 km aussi sur les deux communes de Villefranche-de-Panat (source) et Ayssènes (confluence).

Le rang de Strahler est donc de quatre.